# 锡亚鲁伊
锡亚鲁伊（法語：Siarrouy，法語發音：[sjaʁwi]）是法国上比利牛斯省的一个市镇，属于塔布区。

## 地理
锡亚鲁伊（43°19'15"N, 0°2'13"E）面积6.2 平方千米，位于法国奧克西塔尼大區上比利牛斯省，该省份为法国西南部内陆省份，北至热尔省，西接大西洋比利牛斯省，南与西班牙接壤，东临上加龙省。
与锡亚鲁伊接壤的市镇（或旧市镇、城区）包括：塔拉扎克、蒙塔内、昂德雷斯特、加扬、拉加尔德、皮若、塔拉斯泰克斯。

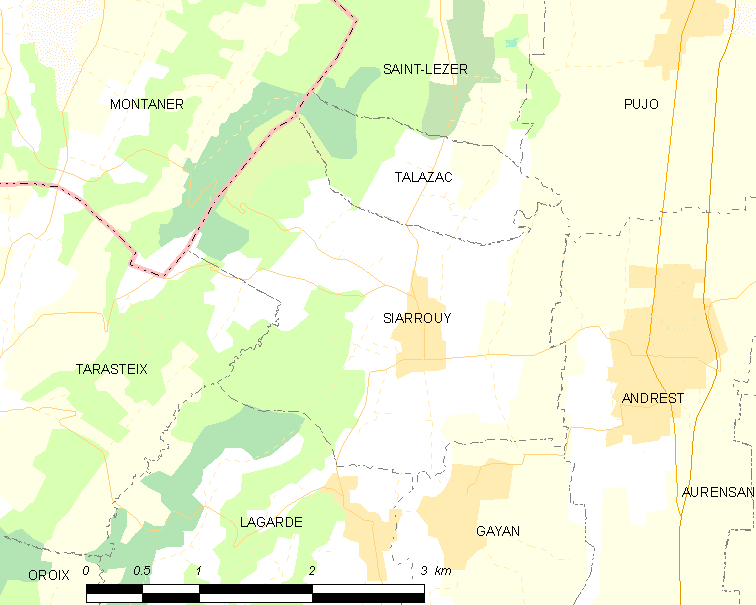
锡亚鲁伊的OSM定位图

锡亚鲁伊的时区为UTC+01:00、UTC+02:00（夏令时）。

## 行政
锡亚鲁伊的邮政编码为65500，INSEE市镇编码为65425。

## 政治
锡亚鲁伊所属的省级选区为比戈尔地区维克县。

## 人口

1962-2008年间锡亚鲁伊人口变化图示

锡亚鲁伊于2022年1月1日时的人口数量为462人。